# Kampanja na Gilbertovim i Maršalovim otocima
Kampanja na Gilbertovim i Maršalovim otocima bila je američka vojna operacija u Drugom svjetskom ratu u sklopu njihova napredovanja prema Japanu. Cilj kampanje bilo je zauzimanje otoka i izgradnja brojnih zrakoplovnih uzletišta za daljnja napredovanja na središnjem Pacifiku, a same borbe započele su trodnevnom bitkom za Tarawu. Kampanji je prethodio američki diverzijski napad na otok Makin u kolovozu 1942. godine. Japanska uporišta na Gilbertovim i Maršalovim otocima bila su prvi obruč obrane Japanskog Carstva. Kampanja na otočju Marijana i Palau uslijedila je u ljeto 1944. godine.

## Pozadina sukoba
Japanske snage okupirale su Gilbertove otoke tri dana nakon napada na Pearl Harbor. Pod uvjetom da moraju braniti otok Tarawu, Japanci su izgradili baze za hidroavione na otoku Makin i rasporedili snage duž obalnih područja kako bi pratili kretanja savezničkih snaga na južnom Pacifiku.
Nakon diverzijskog napada na otok Makin, japansko zapovjedništvo postalo je svjesno ranjivosti, ali i strateške važnosti Gilbertovih otoka. Najveći i strateški najvažniji otok bio je Tarawa te stoga Japanci već u ožujku 1943. godine, s oko 5000 vojnika i nešto više od 1200 radnika, kreću u utvrđivanje otoka.
Za usporedbu, otok Makin bio je pod upravom 798 vojnika, uključujući i stotinjak pripadnika japanskog zrakoplovstva. General Holland Smith krivio je Carlsonov neuspjeli pokušaj napada na otok Makin 1942. godine što je uzrokovalo brzo osnaživanje japanskih snaga i utvrđivanje ranjivih područja.
Također je, čak i nakon umirovljenja, čvrsto vjerovao da se Tarawa trebala zaobići i time u konačnici spriječiti velike američke gubitke. Admirali Nimitz, King i Spruance nisu dijelili takvo mišljenje zbog uvjerenja da su Gilbertovi otoci izuzetno važni za izgradnju uzletišta i daljnji napredak prema Marijanskom otočju, tj. prema matičnom teritoriju Japana.
Što se tiče Maršalovih otoka, glavnina borbi odvijala se na otoku Kwajalein. Poučeni iskustvom s Tarawe, američki su marinci izveli paralelna iskrcavanja na sjeveru i jugu otoka te ga zauzeli bez većih gubitaka. Pobjeda je imala veliki utjecaj na moral američkih vojnika, ne samo zbog kvalitetne i uspješne operacije već zbog toga što je probijen prvi obruč obrane Japanskog Carstva. Za Japance ovaj je poraz značio neuspjeh taktike obrane plaže te su stoga u kasnijim bitkama (poput Peleliua i Guama) obranu organizirali dublje u unutrašnjosti. Na taj su način prouzročili puno više štete američkim snagama i otežali osvajanje pojedinih ciljeva.